# Остроклюн
Остроклюните (Oxyruncus cristatus) са вид дребни птици от семейство Tityridae, единствен представител на род Oxyruncus.
Разпространени са в тропичните планински области на Южна и Централна Америка. Имат прав и заострен клюн, оранжев гребен и са жълтеникави на черни петна. Хранят се главно с плодове, но също и с ларви на насекоми.